# Heinrich Wolf (Politiker, 1890)
Heinrich Wolf (* 20. Oktober 1890 in Hesseln; † 29. Juli 1973 in Halle (Westf.)) war ein deutscher Kommunalpolitiker und Landrat (SPD).

## Leben und Beruf
Nach dem Besuch der Volksschule absolvierte er eine Lehre und legte die Meisterprüfung ab. Er war danach als Werkmeister tätig.
Er war verheiratet.

## Abgeordneter
Dem Kreistag des ehemaligen Kreises Halle (Westf.) gehörte er vom 22. Februar 1946 ununterbrochen bis zum 6. November 1969 an. 
Von 1957 bis 1964 war Wolf Mitglied der Landschaftsversammlung des Landschaftsverbandes Westfalen-Lippe. Dem Provinziallandtag gehörte er von 1921 bis 1929 an.

## Öffentliche Ämter
Vom 22. Februar 1946 bis zum 1. November 1946, vom 9. November 1948 bis zum 27. November 1952 und vom 4. April 1963 bis zum 15. Oktober 1964 war Wolf Landrat des Kreises Halle (Westf.).
Er war Mitglied in zahlreichen Gremien des Landkreistages Nordrhein-Westfalen.

## Auszeichnungen
1960 wurde ihm das Bundesverdienstkreuz am Bande verliehen.